# Ponte Qasr al-Nil
Il ponte Qasr al-Nil (in arabo كبري قصر النيل‎?, Koubri Kasr e-Nil) è un ponte stradale del Cairo, ubicato tra piazza Tahrir e  l'isola di Gezira.

## Descrizione
Originariamente chiamato Ponte del Chedivè Ismail, fu costruito nel 1931 al posto del Ponte al-Gezira del 1872. 
Il nome, ottenuto dopo la rivoluzione del 1952, viene dal primo ponte che attraversava il Nilo, voluto da Chedive Ismail nel 1869.
Il ponte è noto per i quattro leoni in bronzo posti alle sue estremità. Furono realizzati dallo scultore francese Henri Alfred Marie Jacquemart (1824-1896).

## Galleria d'immagini

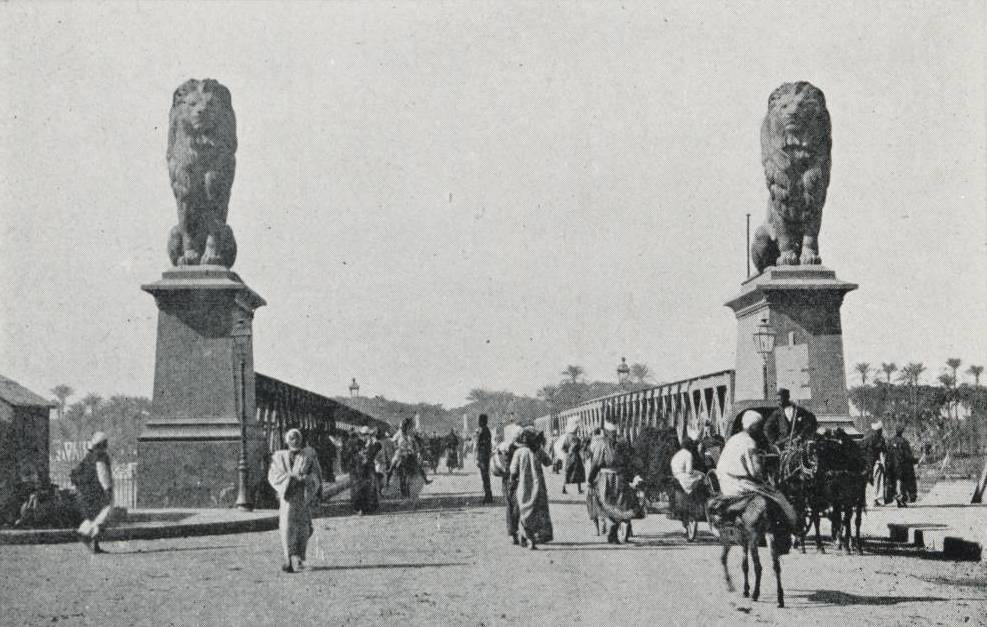
Ponte al-Gezira nel 1906
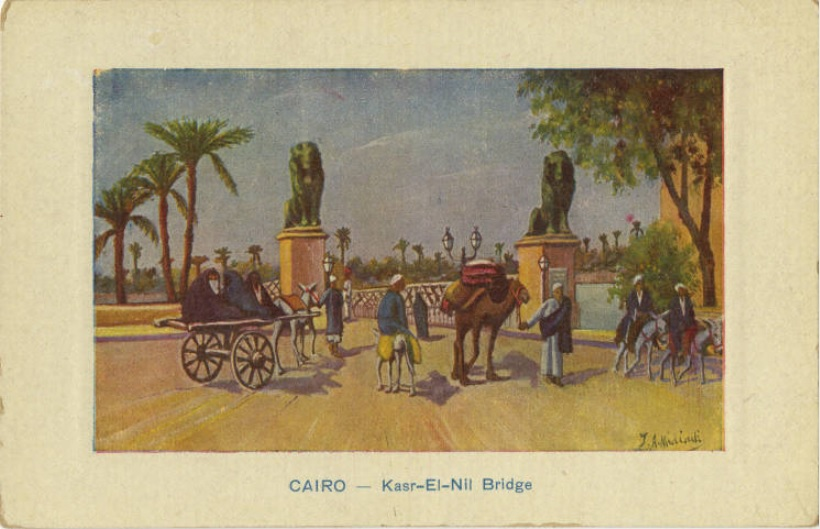
Cartolina colorata del ponte al-Gezira (circa 1930)
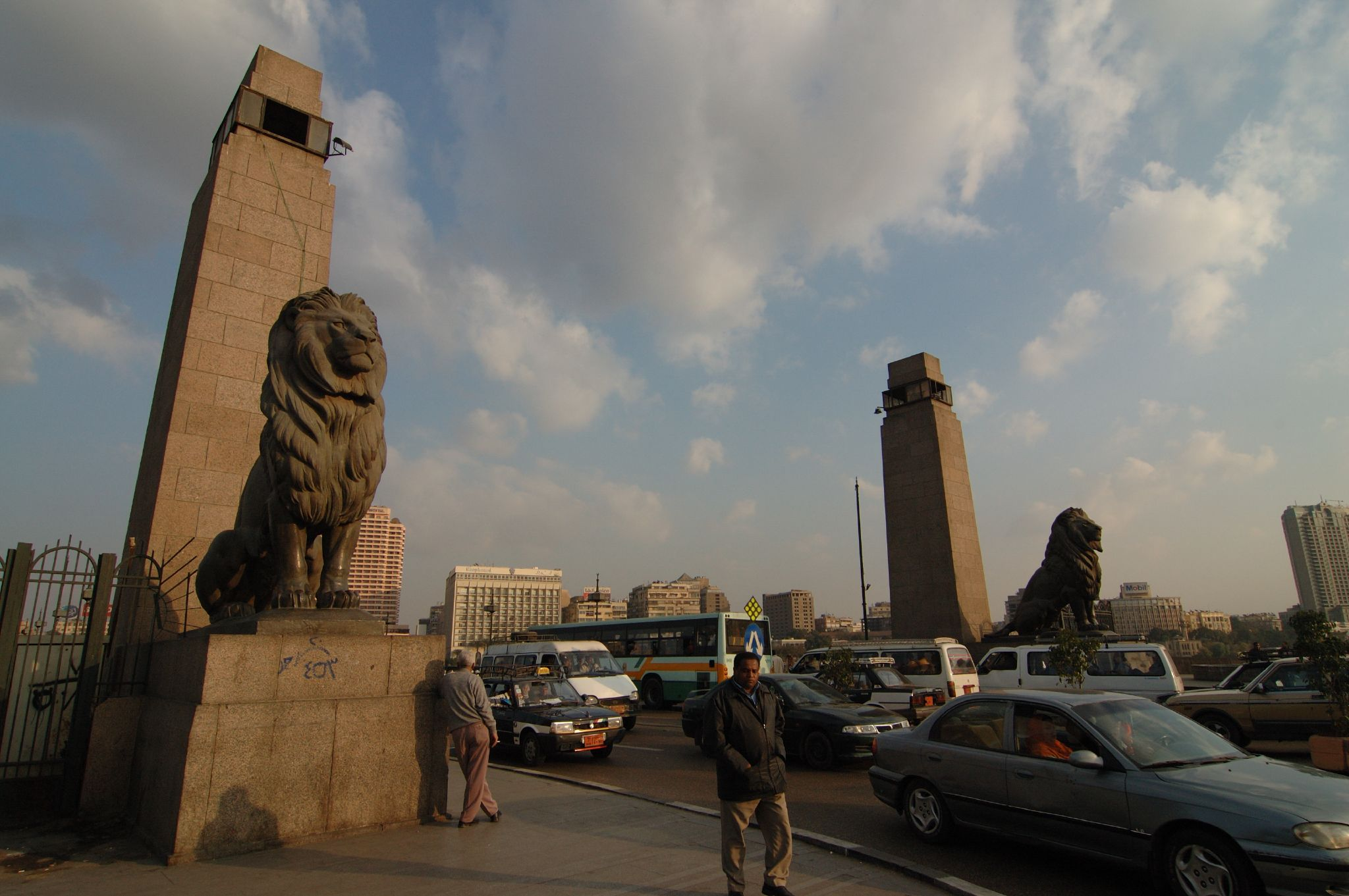
Il ponte Kasr al-Nil con obelischi e leoni nel 2000
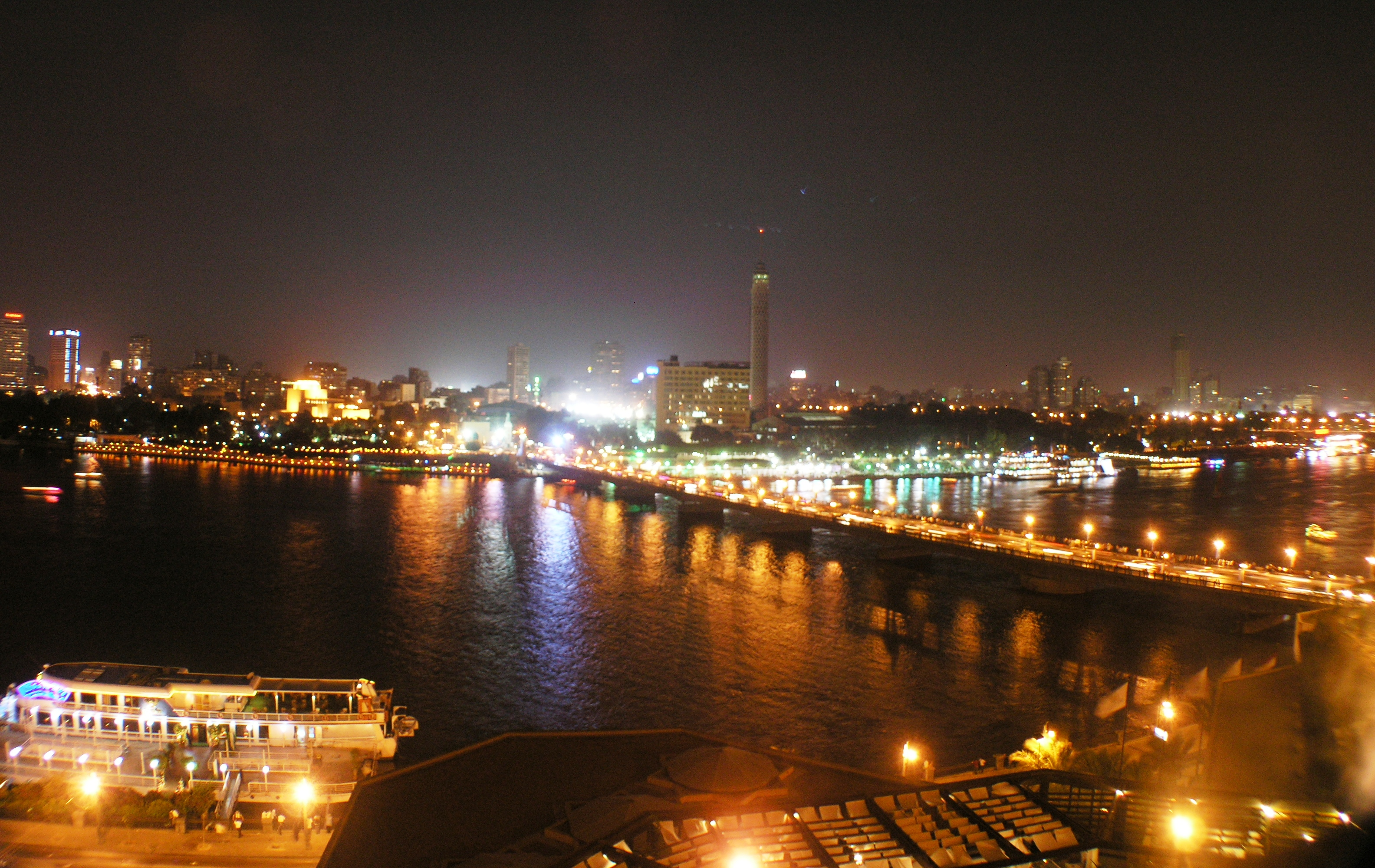
Il ponte Qasr al-Nil di notte
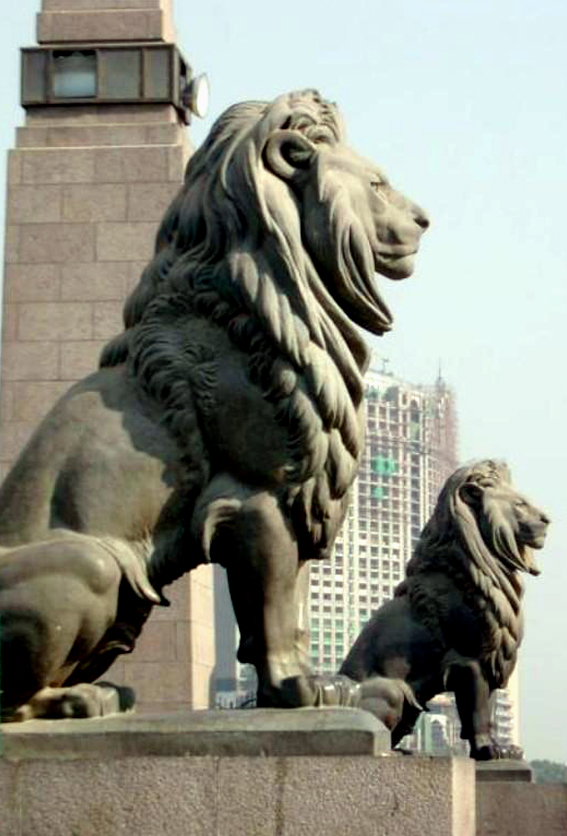
I leoni di ponte Qasr al-Nil lateralmente
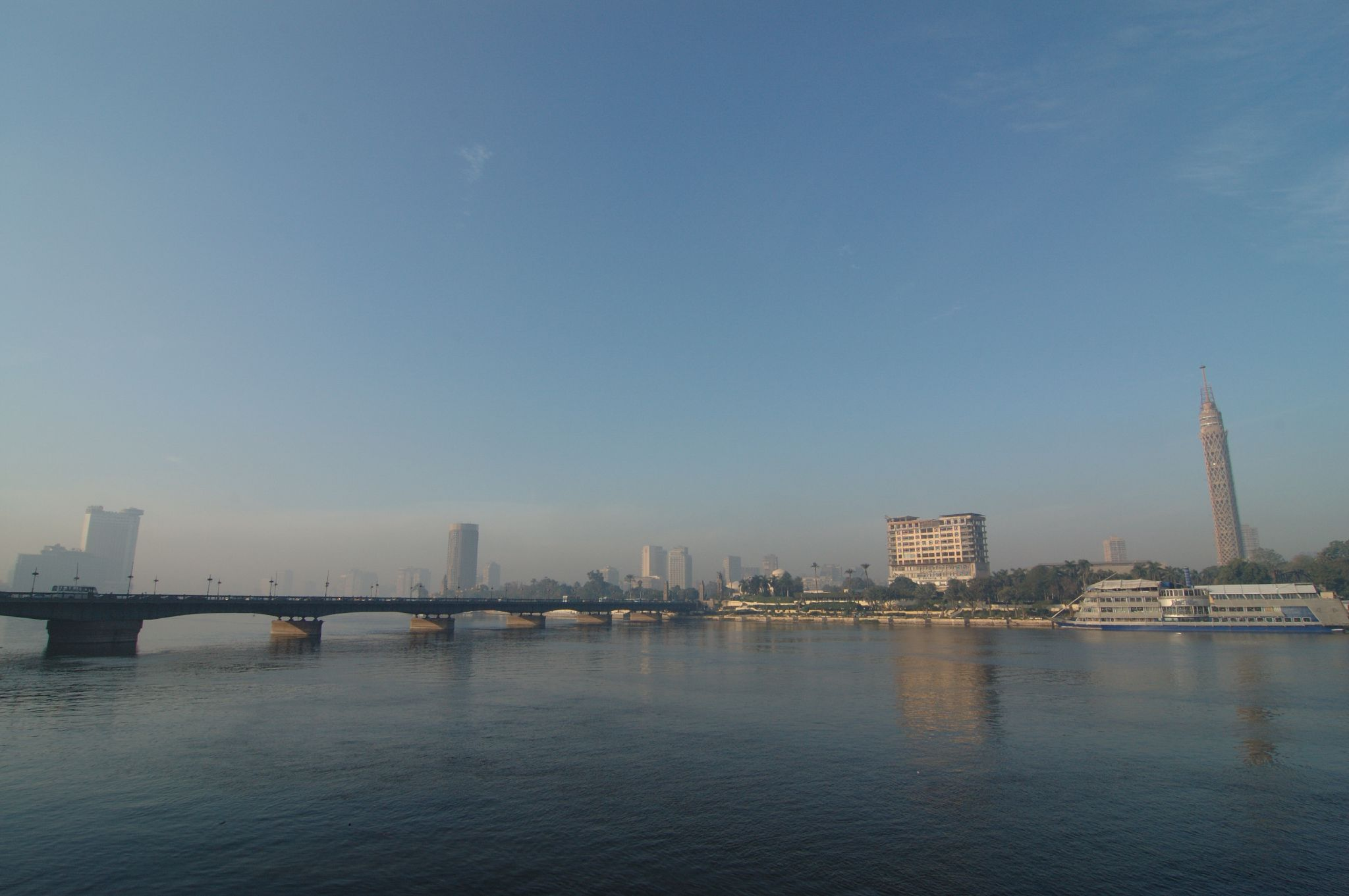
Ponte Qasr al-Nil dalla sponda orientale del Nilo.

## Influenza nella cultura di massa
Il ponte appare come scenario della battaglia finale tra Jotaro Kujo e Dio Brando nella terza parte del manga Le bizzarre avventure di JoJo, Stardust Crusaders.